# NGC 3023-2
NGC 3023-2 is een compact sterrenstelsel in het sterrenbeeld Sextant. Het hemelobject werd op 10 maart 1880 ontdekt door de Franse astronoom Édouard Jean-Marie Stephan.

## Synoniemen
- MK 1236
- NPM1G +00.0273
- PGC 28275